# 宣懿太后
宣懿太后朴氏（?—?），新羅第44代君主閔哀王金明的母亲。
宣懿太后原称貴寶夫人、貴巴夫人，姓朴氏，《三国遗事》说她姓金氏，是惠忠王金仁謙之女，嫁给金仁謙的儿子金忠恭，生下儿子金明、女儿文穆王后。838年（僖康王三年、唐文宗开成三年）正月，金明兴兵作乱，文穆王后的丈夫僖康王自缢于宫中。金明即位为閔哀王，追諡金忠恭爲宣康大王，母貴寶夫人爲宣懿太后，妻金氏爲允容王后。8389年（閔哀王二年、唐文宗开成四年），金祐徵兴兵推翻閔哀王，閔哀王被杀。

## 家族
- 父亲：朴氏或金仁謙
- 丈夫：金忠恭
  - 儿子：閔哀王
  - 女儿：文穆王后
  - 女婿：僖康王
    - 外孙：金啟明

  - 女儿：照明夫人
  - 女婿：金均貞
    - 外孙：憲安王

## 延伸阅读
[在维基数据编辑]
 《新唐書/卷077》，出自《新唐書》